# Robert Tuttle Morris
Rober Tuttle Morris (Seymour, 14 maggio 1857 – Stamford, 10 gennaio 1945) è stato un chirurgo statunitense.

## Biografia

### L'infanzia, i primi studi e la decisione di diventare medico
Robert Tuttle Morris nacque il 14 maggio del 1857. Il padre era un avvocato, successivamente Governatore del Connecticut e sua madre Eugenia scriveva storie e articoli di vario genere, anche se la maggior parte del suo tempo lo dedicava all'educazione dei suoi sei figli, di cui Robert era il maggiore.
Sin da piccolo sviluppò un acuto senso dell'osservazione dei fenomeni della natura, prediligendo soprattutto l'osservazione degli animali.
Il giovane Robert cominciò gli studi alla Hopkins Grammar School, in un sobborgo di New Heaven noto come Westville. Successivamente, ancora indeciso su come proseguire la sua carriera, s'iscrisse ad un corso universitario di biologia alla Cornell University in Ithaca organizzato dal Dr. Burt G. Wilder, che frequentò dal 1875 al 1879. Durante questa esperienza aveva cominciato a prendere in considerazione l'idea di iscriversi in medicina, anche se non ne era del tutto convinto, fin quando non accadde un episodio che lo coinvolse in prima persona che gli diede una mano a decidere sul suo futuro.
Un giorno un ragazzino del paese venne morso da un cane rabbioso. Come conseguenza, il ragazzo aveva manifestato una sorta di shock, probabilmente dovuto ad una manifestazione di idrofobia, secondo quanto ipotizzato dai medici. Questo stato ovviamente impediva al ragazzo di alimentarsi, e la situazione diventava via via sempre più disperata. Sennonché il giovane intraprendente Robert decise di seguire il Dr. P. C. Gilbert, che era responsabile del caso, per dare anch'egli un'occhiata al ragazzo. Grazie alla sua fine e attenta osservazione dei fenomeni, e grazie in particolar modo anche ad una buona intuizione, cominciò a fare delle ricerche sulle manifestazioni di isterismo a seguito di shock più o meno profondi, ipotizzando successivamente che il ragazzo fosse affetto da una forma di isteria. La sua ipotesi in ultima analisi risultò esatta, e il suo contributo fu fondamentale per la guarigione del ragazzo.
Questo avvenimento un po' particolare lo colpì profondamente, convincendolo infine a continuare i suoi studi per poter diventare medico.

### Il proseguimento degli studi e i viaggi in Europa
Una volta giunto al termine il corso di biologia, Robert Morris lavorò per un po' di tempo nel corso del 1879 come assistente di Dr. F. J.  e F. H. Whittemore. Successivamente nel 1880 fu ammesso al College of Physicians and Surgeons of New York, e conseguì la laurea due anni dopo, nel 1882. Quindi ottenne una posizione nella Quarta Divisione Chirurgica del Bellevue Hospital dove svolse due anni di internato.
In quel periodo il Bellevue Hospital era senz'altro il più grande ospedale della Nazione.
Concluso l'internato, si concedette una serie di viaggi, sempre a scopi didattici, in diverse cliniche europee. Mentre si trovava in Europa, nel 1884 a Londra ebbe l'opportunità di incontrare Joseph Lister proprio durante una delle sue tanto criticate e contrastate dimostrazioni. Morris fu uno dei primi ad introdurre le scoperte e i nuovi metodi suggeriti da Lister negli Stati Uniti. Inoltre egli, ispirato dagli insegnamenti e dalle dimostrazioni di Lister, scrisse una piccola brochure, How We Treat Wounds Today, che pubblicò pochi anni dopo, nel 1886.
Nel 1887 fu uno dei delegati che parteciparono al International Medical Congress a Copenaghen.

### Specializzazione in chirurgia
Alla fine degli anni '80 Morris prese la decisione di specializzarsi in ambito chirurgico. 
La chirurgia a quei tempi era considerata come una branca unica e generale, per cui un chirurgo doveva far fronte a tutti quei casi che richiedevano un intervento di tipo chirurgico, a prescindere dal genere di operazione richiesta. Dal 1890 si cominciò a suddividere la chirurgia così ad ampio raggio in tutti i suoi ambiti specifici.
Il neo-laureato Dr. Morris era particolarmente affascinato dalla branca della chirurgia sperimentale. D'altro canto era molto attratto dal campo della genito-urologia, sicuramente perché particolarmente motivato dai due suoi insegnanti, Dr. Gouley e Dr. Fluhrer. Allo stesso tempo tutto ciò che aveva a che fare con la neurologia e la psichiatria lo affascinava parecchio.
Infine subentrò la decisione definitiva di procedere con la specializzazione in chirurgia. 
La pratica chirurgica gli offrì senz'altro una serie di casi che aumentarono le sue conoscenze e competenze in diversi campi della medicina, e che gli permisero in seguito di sviluppare dei metodi efficaci e innovativi.

### Insegnamento
Concluso l'internato al Bellevue Hospital, Morris si trasferì inizialmente ad Albany, poi a New York dove cominciò a insegnare, come istruttore di chirurgia, alla New York Post-Graduate Medical School nel 1889. Acquisì la cattedra di Chirurgia nove anni dopo, nel 1898, continuando a insegnare fino al 1917.
L'insegnamento post laurea durò quasi trent'anni, fin quando non giunse il momento della pensione.
Era professore era molto richiesto: diverse università gli offrirono la cattedra di Chirurgia (tra queste Ann Arbor e la University of Virginia), ma lui rifiutò tutte le proposte.
Il suo obiettivo principale era quello di mettere frequentemente i suoi studenti di fronte a situazioni capaci di stimolare la riflessione e il pensiero.
Morris fu membro di innumerevoli società nazionali, quali ad esempio l'American Association of Obstetricians and Gynecologists (di cui fu anche presidente nel 1907), la Southern Surgical Association e l'American Therapeutic Association.
Il suo lavoro professionale continuò fino al compimento di cinquant'anni di attività ininterrotta.